# NGC 6251
NGC 6251 (również PGC 58472 lub UGC 10501) – galaktyka eliptyczna (E), znajdująca się w gwiazdozbiorze Małej Niedźwiedzicy. Odkrył ją William Herschel 1 stycznia 1802 roku.
Jest to galaktyka, która promieniuje najjaśniej na falach radiowych. W jej jądrze znajduje się supermasywna czarna dziura o masie ok. 6×108 mas Słońca.